# グッバイガール
『グッバイガール』（The Goodbye Girl）は、1977年のアメリカ合衆国のロマンティック・コメディ映画。
監督はハーバート・ロス、出演はリチャード・ドレイファスとマーシャ・メイソンなど。マンハッタンを舞台に、貧乏役者と子連れのダンサーが結ばれるまでをコメディ・タッチで描いている。
主演のリチャード・ドレイファスはこの作品でアカデミー主演男優賞とゴールデングローブ賞主演男優賞（ミュージカル・コメディ部門）を受賞した。

## ストーリー
場所はニューヨーク下町のアパート。30代半ばのダンサー、ポーラ（マーシャ・メイソン）とその幼い娘ルーシー（クィン・カミングス）が帰宅すると、同棲していた役者のトニーが映画出演のため、置き手紙をして家を出ていった後だった。またしてもポーラは男に捨てられたのだった。「もう役者の男なんてごめん」とポーラが失意に陥っていた時、そのトニーから部屋を譲り受けたという役者仲間のエリオット（リチャード・ドレイファス）が真夜中にもかかわらず訪ねてくる。トニーの勝手な行動をポーラは腹にすえかねたが、両者ともに行き場がなく、3人の奇妙な同居生活が始まる。
エリオットの職業が舞台役者だったことから、トラウマと警戒心を持つポーラは事あるごとにエリオットと反目しあう。ところが娘のルーシーの方はエリオットと気が合い、打ち解けている。生活費が底をつきそうな2人は反目しあいながらも、協力して生活を続けるしかなかった。
エリオットの舞台公演は奇抜な解釈をする演出家のために、散々な結果に終わる。新聞の批評記事でこきおろされたことで、その夜エリオットは荒れてしまう。エリオットを介抱しながらポーラは同情心から、本来の優しさを取り戻してゆく。
公演中止になったエリオットとダンサーの仕事が見つからないポーラは一時仕事で生活を支える。そんな中、エリオットから求愛を受けたポーラはエリオットに惹かれてゆく。
ある時、エリオットに有名な映画監督からシアトルでの映画出演の依頼が舞い込んでくる。大喜びするエリオットだったが、ポーラは複雑な気持ちで受け止める。

## キャスト
1982年2月22日にTBSの『月曜ロードショー』枠にて『グッバイガール 泣かないで！この感動をあなたに…』のタイトルで初放送された。演出は佐藤敏夫、翻訳は宇津木道子。
| 役名                       | 俳優                     | 日本語吹き替え |
| -------------------------- | ------------------------ | -------------- |
| エリオット・ガーフィールド | リチャード・ドレイファス | 樋浦勉         |
| ポーラ・マクファーデン     | マーシャ・メイソン       | 小原乃梨子     |
| ルーシー・マクファーデン   | クィン・カミングス       | 冨永みーな     |
| マーク                     | ポール・ベネディクト     | 広瀬正志       |
| ドナ・ダグラス             | バーバラ・ローデス       | 山田礼子       |
| ロニー・バーンズ           | マイケル・ショーン       | 池田勝         |

## 主題歌
グッバイガール（Goodbye Girl）
作詞・作曲・歌：デヴィッド・ゲイツ（1970年代に活躍したアメリカのソフト・ロック・バンド、ブレッドのリーダー）
1978年4月15日、ビルボードのシングル・チャート15位にランクされた。

## 映画賞受賞・ノミネート
| 映画祭・賞           | 部門                                    | 候補                     | 結果       |
| -------------------- | --------------------------------------- | ------------------------ | ---------- |
| アカデミー賞         | 作品賞                                  |                          | ノミネート |
| アカデミー賞         | 主演男優賞                              | リチャード・ドレイファス | 受賞       |
| アカデミー賞         | 主演女優賞                              | マーシャ・メイソン       | ノミネート |
| アカデミー賞         | 助演女優賞                              | クィン・カミングス       | ノミネート |
| アカデミー賞         | 脚本賞                                  | ニール・サイモン         | ノミネート |
| ゴールデングローブ賞 | 作品賞 (ミュージカル・コメディ部門)     |                          | 受賞       |
| ゴールデングローブ賞 | 主演男優賞 (ミュージカル・コメディ部門) | リチャード・ドレイファス | 受賞       |
| ゴールデングローブ賞 | 主演女優賞 (ミュージカル・コメディ部門) | マーシャ・メイソン       | 受賞       |
| ゴールデングローブ賞 | 助演女優賞                              | クィン・カミングス       | ノミネート |
| ゴールデングローブ賞 | 脚本賞                                  | ニール・サイモン         | 受賞       |
| 英国アカデミー賞     | 主演男優賞                              | リチャード・ドレイファス | 受賞       |
| 英国アカデミー賞     | 主演女優賞                              | マーシャ・メイソン       | ノミネート |
| 英国アカデミー賞     | 脚本賞                                  | ニール・サイモン         | ノミネート |

## ミュージカル版
1993年にブロードウェイで、この映画を元にしたミュージカル『グッバイガール (ミュージカル)』が上演された。主演はマーティン・ショートとバーナデット・ピータース。
日本では1996年から上演された。主演は、1996年は石井一孝、剣幸。1997年は小堺一機、日向薫。1998年は小堺一機、剣幸、2015年は岡田浩暉、紫吹淳。